# Тони Ђерона
Антони Ђерона Салает (шп. Antoni Gerona Salaet; Тортоса, 31. јул 1973) шпански је рукометни тренер. Тренутно је селектор репрезентације Јапана. Био је селектор рукометне репрезентације Србије од 2020. до 2024.

## Каријера
Тренерску каријеру започео је у млађим категоријама шпанске Барселоне 1999. године. Од 2004. до 2008. године био је члан стручног штаба славне генерације Барселоне која је 2005. године освојила ЕХФ Лигу шампиона. Функцију техничког директора омладинске школе Барселоне обављао је од 2008. до 2015. године, уз вођење њиховог другог тима.
Као тренер катарског Ел Џаиша освојио је триплу круну у сезони 2015/16. и дуплу круну у сезони 2016/17.
Највећи тренерски успех остварио је са репрезентацијом Туниса, са којом је на првенству Африке 2018. године освојио златну медаљу.
У време свог мандата у Тунису, освојио је и континентално сребро у јануару 2020. године, сребрну медаљу на Медитеранским играма 2018. у Тарагони, као и 12. место на Светском првенству 2019. у Немачкој и Данској.
Од сезоне 2018/19. до 2023. налазио се на клупи француског прволигаша Шартра.
У мају 2020. је постављен за селектора рукометне репрезентације Србије. Рукометни савез Србије и Ђерона су споразумно раскинули сарадњу у јануару 2024.
Постао је нови селектор јапанске репрезентације у августу 2024.

## Успеси

### У клубовима
- Лига шампиона: 
  - Победник: 2005. (помоћник)
- Лига АСОБАЛ:
  - Победник: 2006. (помоћник)

### У репрезентацијама
- Афричко првенство:
  - Победник: 2018.
  - Финалиста: 2020.
- Медитеранске игре:
  - Финалиста: 2018.